# Nadap
Nadap là một thị trấn thuộc hạt Fejér, Hungary. Thị trấn này có diện tích 6,93 km², dân số năm 2010 là 512 người, mật độ 74 người/km².